# F/A–18E/F Super Hornet
Az F/A–18E/F Super Hornet többcélú negyedik generációs vadászrepülőgép, mely az F/A–18 Hornet jelentős továbbfejlesztésével jött létre az Amerikai Egyesült Államok Haditengerészete igényeinek megfelelően. Aerodinamikailag nagyon hasonló az elődhöz, de 25%-kal nagyobb tömegű és méretű. A típussal így fel lehetett váltani az F–14 Tomcat vadászrepülőgépeket is, lehetővé téve, hogy csak 2-3 repülőgéptípus üzemeljen az amerikai repülőgép-hordozókon.
A Hornet továbbfejlesztésével elsősorban a McDonnell Douglas foglalkozott. A prototípus első felszállása 1995-ben történt. Részben a tőkehiány miatt azonban a McDonnell Douglas egyesült a Boeinggel 1997 augusztusában, majd egy hónappal később a fejlesztés jelentős mértékben felgyorsult. Alig két évvel ezt követően már hadrendbe is állt a Haditengerészetnél, a tervezett határidők előtt, ami ritka az ilyen magas fokon integrált haditechnikai repülőeszközök között. 1999-es szolgálatba állásával megkezdődött az F–14 Tomcat kivonása, ami 2006-ban befejeződött. Az amerikai rendszeresítést követően 2007-ben az ausztrál kormány is megrendelte a típust, mellyel az F–111C flottát váltották ki 2011-re.
A fejlesztő vállalatok, mint a Boeing és a Northrop Grumman 2013 nyár végére befejezték az Advanced Super Hornet nevű változat háromhetes repülési tesztjeit, melyben a kétüléses repülőgép radarkeresztmetszetét jelentősen csökkentették, valamint illeszkedő tüzelőanyag-póttartályokat szereltek fel a LEX-ek felső felületeire és egy újonnan kifejlesztett, törzs alatti többcélú, zárt fegyvertároló konténert (EWP, enclosed weapons pod) függesztettek fel. Az ebben a konfigurációban tesztelt repülőgép radarkeresztmetszete a fejlesztők szerint 50%-kal kisebb, mint egy hasonló F/A–18F-é, a CFT-kel pedig harcászati hatósugara több mint 130 tengeri mérfölddel nőtt, összesen több mint 700 tengeri mérföld lett a gép hatósugara. Ezeken kívül a Hornet Industry Team partnervállalataival együtt továbbfejlesztették a kabinbelsőt, az avionikát és a gázturbinákat is. Minden Block II-es sorozatú és újabb gépet át lehet majd erre szerelni.

## Története

### Gyártás
A típust három fő változatban gyártják. Az első sorozatgyártott változat a Block I volt, a második a Block II, az utolsó pedig a Block III. Utóbbiak gyártását 2019-ben kezdték meg. A három fő változat eltérései mind a sárkányszerkezetben mind pedig az avionikában megmutatkoznak.
2011. április 20-án ünnepélyes keretek között adták át az 500. Super Hornetet az amerikai flottának.
Mérföldkövek:

## Típusváltozatok

### F/A–18E
The F/A-18E az F/A-18 Super Hornet vadászgép együléses változata.

## Avionika, fegyverrendszer

### Egyéb függesztmények
Ez a típus képessé lett téve a SHARP (Shared Reconnaissance Pod) felderítő konténer hordozására, amely a Tomcat-ek TARPS konténerét váltotta le.

## Megrendelő és üzemeltető országok

### Az Amerikai Egyesült Államok Haditengerészete
Az amerikai tengerészgyalogság (USMC) jelenleg – 2022-ben – még nem üzemelteti a típusváltozatokat. A haditengerészet állományából – az F–35C-k miatt – kivonásra kerülőket fogják átvenni, a C/D Hornetek letárolása idején. A Growlereket a haditengerészet állományával alkalmazzák a tengerészgyalogsági feladatokhoz.

## Külső hivatkozások
- Az F/A-18-asok gyártási sorozatszámai Archiválva 2019. július 21-i dátummal a Wayback Machine-ben